# WTA Challenger Limoges

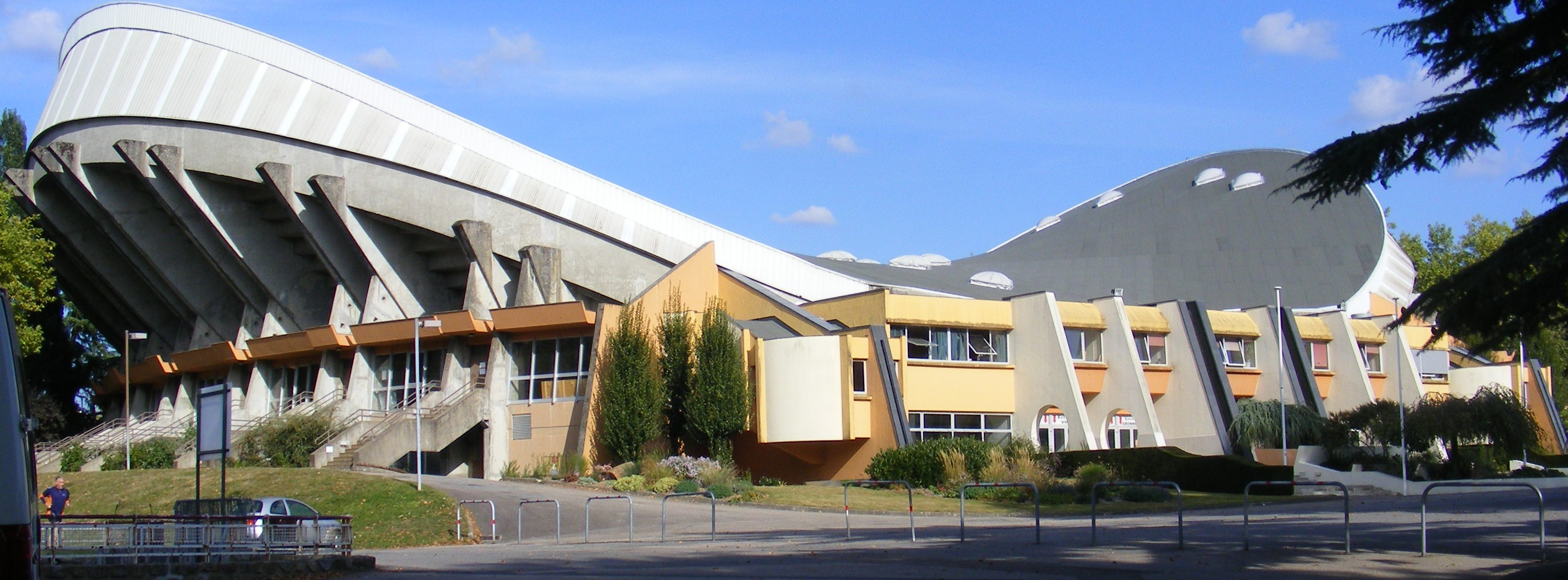
Palais des sports de Beaublanc

Das WTA Challenger Limoges (offiziell: Open BLS de Limoges, früher Open GDF Suez De Limoges und Engie Open de Limoges) ist ein Tennisturnier der WTA Challenger Series, das im Palais des sports de Beaublanc in der französischen Stadt Limoges ausgetragen wird.

## Siegerliste

### Einzel
| Jahr | Siegerin                   | Finalgegnerin           | Ergebnis      |
| ---- | -------------------------- | ----------------------- | ------------- |
| 2014 | Tereza Smitková            | Kristina Mladenovic     | 7:64, 7:5     |
| 2015 | Caroline Garcia            | Louisa Chirico          | 6:1, 6:3      |
| 2016 | Jekaterina Alexandrowa (1) | Caroline Garcia         | 6:4, 6:0      |
| 2017 | Monica Niculescu           | Antonia Lottner         | 6:4, 6:2      |
| 2018 | Jekaterina Alexandrowa (2) | Jewgenija Rodina        | 6:2, 6:2      |
| 2019 | Jekaterina Alexandrowa (3) | Aljaksandra Sasnowitsch | 6:1, 6:3      |
| 2020 | abgesagt                   | abgesagt                | abgesagt      |
| 2021 | Alison Van Uytvanck        | Ana Bogdan              | 6:2, 7:5      |
| 2022 | Anhelina Kalinina          | Clara Tauson            | 6:3, 5:7, 6:4 |
| 2023 | Cristina Bucșa             | Anna Blinkowa           | 6:3, 6:2      |
| 2024 | Viktorija Golubic          | Céline Naef             | 7:5, 6:4      |

### Doppel
| Jahr | Siegerinnen                               | Finalgegnerinnen                            | Ergebnis         |
| ---- | ----------------------------------------- | ------------------------------------------- | ---------------- |
| 2014 | Kateřina Siniaková Renata Voráčová        | Tímea Babos Kristina Mladenovic             | 2:6, 6:2, [10:5] |
| 2015 | Barbora Krejčíková Mandy Minella (1)      | Margarita Gasparjan Oksana Kalaschnikowa    | 1:6, 7:5, [10:6] |
| 2016 | Elise Mertens Mandy Minella (2)           | Anna Smith Renata Voráčová                  | 6:4, 6:4         |
| 2017 | Walerija Sawinych Maryna Zanevska         | Chloé Paquet Pauline Parmentier             | 6:0, 6:2         |
| 2018 | Weronika Kudermetowa Galina Woskobojewa   | Timea Bacsinszky Wera Swonarjowa            | 7:5, 6:4         |
| 2019 | Georgina García Pérez Sara Sorribes Tormo | Jekaterina Alexandrowa Oksana Kalaschnikowa | 6:2, 7:63        |
| 2020 | abgesagt                                  | abgesagt                                    | abgesagt         |
| 2021 | Monica Niculescu Wera Swonarjowa          | Estelle Cascino Jessika Ponchet             | 6:4, 6:4         |
| 2022 | Oksana Kalaschnikowa Marta Kostjuk        | Alicia Barnett Olivia Nicholls              | 7:5, 6:1         |
| 2023 | Cristina Bucșa Jana Sisikowa              | Oksana Kalaschnikowa Maia Lumsden           | 6:4, 6:1         |
| 2024 | Elsa Jacquemot Margaux Rouvroy            | Erika Andrejewa Séléna Janicijevic          | 6:4, 6:3         |